# Ana Martin-Villalba
Ana Martin-Villalba (Madrid, 13 de novembro de 1971) é uma médica e pesquisadora do câncer espanhola.
Estudou medicina a partir de 1989 na Universidade de Múrcia e na Universidade de Leeds. Obteve um doutorado em 1998 no Institut für Physiologie und Pathophysiologie da Universidade de Heidelberg.
Recebeu o Prêmio Paul Ehrlich e Ludwig Darmstaedter para jovens pesquisadores e o Prêmio Heinz Maier-Leibnitz, ambos em 2006.